# Ayran de Susurluk
Ayran de Susurluk o Susurluk ayranı (en turc) és una varietat de l'ayran a la cuina turca. Es fa amb iogurt natural (amb crema) de llet d'ovella i s'utilitza una tècnica/màquina especial de sifó que fa que la beguda resulti cremosa i amb moltes bombolles a sobre. És famós des dels anys 1950 a Turquia i ara a l'exterior també. Aquesta beguda va ser inventada a la petita ciutat de Susurluk, un districte de la província de Balıkesir, a la Regió de la Màrmara.